# Louie French
Louie Thomas French (né en 1988) est un homme politique britannique qui est député d'Old Bexley et de Sidcup depuis 2021. Membre du Parti conservateur, il est conseiller du Bexley London Borough Council depuis 2014.

## Jeunesse et carrière
French est né à Greenwich, Londres, et grandit à Welling et Sidcup,. Il est élu conseiller conservateur pour le quartier Falconwood et Welling lors des élections du conseil d'arrondissement de Bexley en 2014 et est réélu en 2018. Parallèlement à son mandat de conseiller, il est également analyste de recherche principal et plus tard gestionnaire de portefeuille principal pour la société de planification financière et d'investissement Tilney,.

## Carrière parlementaire
French est sélectionné comme candidat conservateur pour l'élection partielle de 2021 à Old Bexley et Sidcup le 30 octobre 2021. L'élection partielle est déclenchée après le décès du député conservateur sortant James Brokenshire d'un cancer du poumon le 7 octobre 2021. La circonscription est considérée comme un siège conservateur sûr et est représentée par un membre du parti depuis sa création en 1983. Il est élu avec une majorité de 4478 voix (20,6%), contre 18952 (41,0%) lors des élections de 2019. Le taux de participation est faible à 33,5 %. French s'était déjà présenté pour le siège d'Eltham aux élections générales de 2019, où il a terminé deuxième derrière le député travailliste sortant Clive Efford. French prononce son premier discours le 18 janvier 2022.